# 里港交流道
里港交流道為中華民國國道十號的交流道，位於臺灣屏東縣里港鄉中和村，指標為25k，僅設東向出口及西向入口，其匝道目前與里港砂石車專用道共用路廊，可銜接台3線（三和路）以及高屏溪北堤防道路（江南巷）。2014年9月2日完工，交流道雙向匝道於11月8日下午3時正式開放通車。
里港交流道未來將成為國道十號延伸線的起點，該路線暫時命名為「國道10號里港交流道至新威大橋新闢道路」，預計沿高屏溪北堤防道路向東北延伸18.1公里，抵達位於高雄市六龜區的台28線新威景觀大橋，並規劃於市道181號高美大橋處設立一座交流道。
|  | 25 里港 | 里港 |

## 外部連結
- 國道十號里港交流道示意圖 （页面存档备份，存于）（交通部高速公路局）